# Oswald Haenel
Oswald Haenel (* 12. September 1842 in Dresden; † 22. Juni 1911 ebenda; vollständiger Name: Oswald Johann Samuel Haenel) war ein deutscher Architekt.

## Leben und Wirken

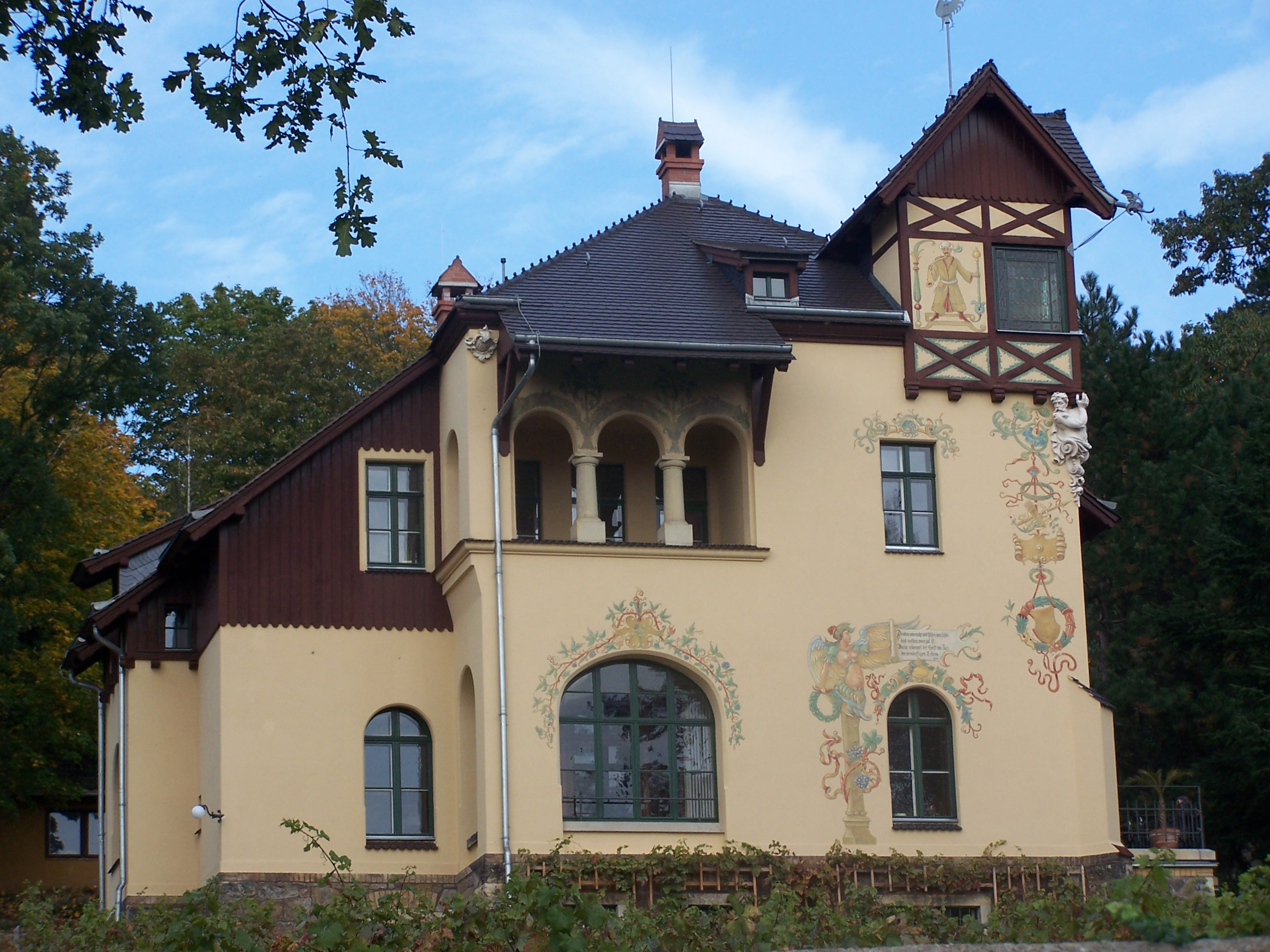
Villa von Oswald Haenel in der Weinbergstraße 40, Oberlößnitz

Oswald Haenel war der Sohn des Architekten und königlich-sächsischen Oberlandbaumeisters Karl Moritz Haenel (1809–1880).
Von Oktober 1865 bis März 1869 studierte er an der Dresdner Kunstakademie bei Hermann Nicolai.
Ab 1872 bis 1882 arbeitete er gemeinsam mit dem Architekten Bruno Adam. Seit mindestens 1876 war Oswald Haenel Mitglied im 1874 gegründeten Dresdner Architektenverein, dessen Vorsitz er von 1896 bis 1898 und dann wieder ab 1901 hatte. Zur Beendigung seines Vorsitzes wurde bei der Jahreshauptversammlung 1898 eine „…allgemeine Bedauerung, weil er sich außerordentliche Verdienste erworben hatte, aber nach Statut nicht wieder wählbar…“ sei, ausgesprochen.
Ab dem 4. November 1892 war er Mitglied der Freimaurerloge „Zum goldenen Apfel“ in Dresden. Ebenso war er Mitglied der Allgemeinen Deutschen Kunstgenossenschaft (ADK) und der Dresdner Kunstgenossenschaft (DrKG).
Haenel, der in den 1890er Jahren seinen Arbeitsschwerpunkt in den Villen- und Kurort Oberlößnitz, heute Stadtteil von Radebeul, verlegte, ließ sich dort 1894/1895 nach eigenem Entwurf als Wohnhaus wie auch für sein Büro eine repräsentative Villa durch die Gebrüder Ziller bauen. Diese Villa war als Ausstellungsobjekt für seine Kundschaft gedacht, zugleich aber auch sein Meisterstück als Freimaurer.

## Werk

### Bauten und Entwürfe

#### 1870–1879
- 1870–1871: Herrenhaus auf Gut Falkenhain bei Wurzen (nach anderen Quellen – z. B. Volker Helas, vgl. Literatur – von Karl Moritz Haenel; eventuell gemeinsamer Entwurf?)
- 1870–1872: herrschaftliches Mietshaus Bürgerwiese 18a in Dresden (zerstört)
- 1873–1874: herrschaftliches Mehrfamilienwohnhaus Lange Straße 28b (später Lange Straße 30, ab 1892 Zinzendorfstraße 9) in Dresden, Pirnaische Vorstadt (zerstört)
- 1874–1876: Schloss Ehrenberg bei Waldheim (verfallen)
- 1874–1875: Wohnhaus Carusstraße 5 in Dresden (zerstört)
- 1875–1876: Umbau der Wohnhäuser Carusstraße 6 und 7 in Dresden (zerstört)
- um 1875: Innenausbau der Burg Kriebstein
- 1875–1876: Rathaus Großenhain, Marktplatz
- 1876: Wettbewerbsentwurf für den Rathaus-Neubau in Hamburg (nicht ausgeführt)
- 1877: Entwurf für eine Bebauung von ehemals militärisch-fiskalischen Grundstücken in Dresden
- 1878: Wettbewerbsentwurf für ein Künstlerhaus am Hoftheater in Dresden (nicht ausgeführt)
- 1879–1880: geschlossene Wohnbebauung am Sachsenplatz in Dresden (zerstört)

#### 1880–1889
- 1880: Wettbewerbsentwurf für den Neubau eines Zentralbahnhofs in Frankfurt am Main (nicht ausgeführt)
- 1880–1881: Wohnhäuser Sachsenallee 4 und 6 in Dresden (zerstört)
- 1880: Jägerkaserne am Sachsenplatz in Dresden (im Zusammenhang mit der Gesamtbebauung des Sachsenplatzes; zerstört)[2]
- um 1881/1882: Kaserne in Zwickau (durch Brand zerstört; nach anderer Quelle Entwurf der Architekten Helm und Friese)
- 1885/1888: städtebaulicher Entwurf für die Verbreiterung der König-Johann-Straße (Wilsdruffer Straße) in Dresden
- 1887: Umbau des Palais de Saxe in Dresden, Moritzstraße 2 (Eckhaus zum Neumarkt; zerstört)
- 1887: Königsvilla (Parkhotel) in Bad Schandau, Rudolf-Sendig-Straße 12
- 1889–1890: Villa für Eugen Kaul in Sebnitz, Burggässchen 10

#### 1890–1899

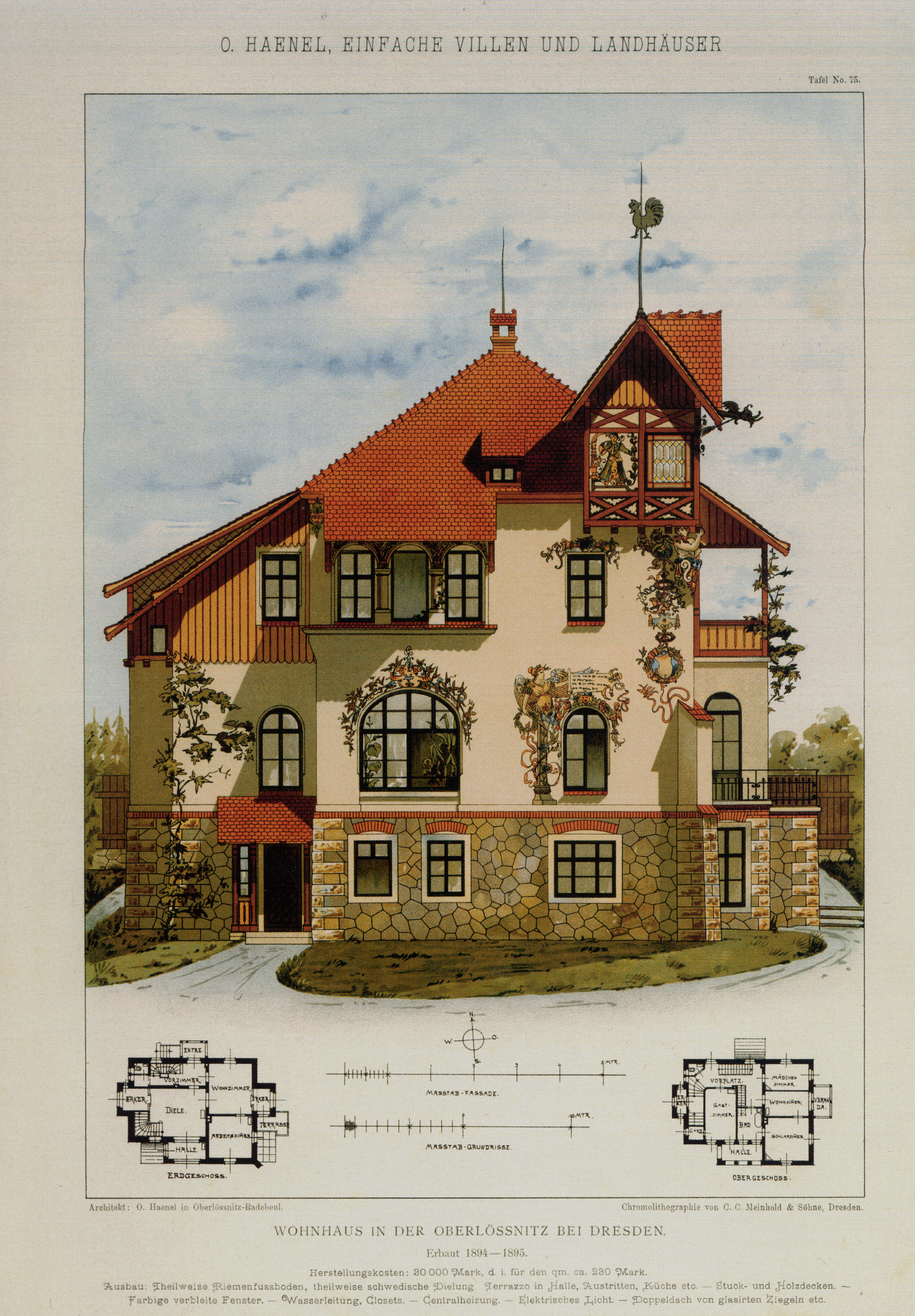
Oswald Haenels eigene Villa, um 1900 (aus: Einfache Villen und Landhäuser. Eine Sammlung von interessanten Bauten und originellen Entwürfen namhafter Architekten des In- und Auslandes)

- um 1890: Entwurf einer Villa in der Lößnitz (Radebeul)
- um 1894: Villa für Bruno Klette in Dresden-Strehlen, Residenzstraße 13 (heute August-Bebel-Straße 7; unter Denkmalschutz, in der Denkmalliste datiert „um 1885“)
- 1894–1895: Villa Haenel in Oberlößnitz (Radebeul), Weinbergstraße 40 (Bauausführung durch Gebrüder Ziller)
- 1894–1895: Villa Friedenshain in Oberlößnitz (Radebeul), Weinbergstraße 42 (Bauausführung durch Gebrüder Ziller)
- 1896: Kirche Thallwitz bei Wurzen, Umbau
- 1898: Villa Jentzsch in Alt-Radebeul, Goethestraße 34
- 1899: Villa für Georg Gebler in Alt-Radebeul, Clara-Zetkin-Straße 15
- 1899: Verwaltungsgebäude der Königlichen Brand-Versicherungskammer in Dresden, Palaisplatz 2a-d

#### 1900–1911
- 1900: Villa Clara-Zetkin-Straße 14 in Alt-Radebeul (Oswald Haenel zugeschrieben)
- 1900–1901: Villa Koebig in Alt-Radebeul, Schillerstraße 18 (Bauausführung durch Gebrüder Ziller)
- 1901: Villa Brückner in Löbau, Brücknerring 8 (Entwurf ausgestellt auf der 1. Deutschen Bauausstellung Dresden 1900)
- 1904: Herrenhaus Bretschneider (heute „Wolfsgrüner Schlößchen“) in Wolfsgrün, Eibenstocker Straße 5
- um 1904/1905: Geschäfts- u. Wohnhaus Zum Roland in Dresden, Ziegelstraße 45[3]

### Schriften
- Oswald Haenel, Bruno Adam und Cornelius Gurlitt (Hrsg.): Sächsische Herrensitze und Schlösser. Dresden um 1855.
- Oswald Haenel, Franz O. Hartmann: Einfache Villen und Landhäuser. Eine Sammlung von interessanten Bauten und originellen Entwürfen namhafter Architekten des In- und Auslandes. Gilbers’sche Königliche Hof-Verlagsbuchhandlung (J. Bleyl), Dresden 1902. (Online-Version)